# Antonio Adán
Antonio Adán Garrido (* 13. květen 1987 Madrid) je španělský profesionální fotbalový brankář, který chytá za portugalský celek Sporting CP. Je také bývalým španělským mládežnickým reprezentantem.

## Úspěchy

### Klubové

#### Real Madrid
- La Liga
  - 1. místo (2011/12)
- Copa del Rey
  - 1. místo (2010/11)
  - 2. místo (2012/13)
- Supercopa de España
  - 1. místo (2012)
  - 2. místo (2011)